# Crossleyia xanthophrys
El silvícola foditany (Crossleyia xanthophrys) es una especie de ave paseriforme de la familia Bernieridae endémica de Madagascar. Es la única especie del género Crossleyia.

## Distribución y hábitat
Es una especie endémica de las montañas del este de la isla de Madagascar. Su hábitat natural son los bosques montanos húmedos. Se encuentra amenazada por pérdida de hábitat.